# Gaze
Gaze is het vijfde studioalbum van de Zweedse muziekgroep Cross. Het album verscheen bij het eigen platenlabel Lyxvax, maar ook bij een wat groter platenlabel gespecialiseerd in progressieve rock, Cyclops Records. Hoewel Cyclops geen zin meer had in nieuwe bands, ging men toch met Cross in zee, kennelijk onder de voorwaarde dat ze ook oud werk mochten uitgeven. De band heeft weer eens andere leden en ze werden op het album alleen met de achternaam aangeduid (Cross is immers genoemd naar Hansi Cross). De opnamen vonden alweer plaats in de Progress studio van Hansi Cross.

## Musici
- Cross – zang, gitaar, toetsinstrumenten
- (Tomas) Christensen – basgitaar, zang, toetsinstrumenten
- Froke – toetsinstrumenten
- (Tomas) Hjort en Stenmark – slagwerk

met
- Oman – E-bow

## Muziek
Allen van Hansi Cross tenzij aangegeven:

| Nr. | Titel                                             | Duur  |
| --- | ------------------------------------------------- | ----- |
| 1.  | Entering                                          | 2:37  |
| 2.  | Take off                                          | 6:00  |
| 3.  | Heavenly (Cross, Tai)                             | 5:08  |
| 4.  | Introverted mirrors                               | 7:53  |
| 5.  | Conflagrations (Cross, Tai)                       | 7:19  |
| 6.  | Pling                                             | 0:33  |
| 7.  | Sense of wonder (Christensen, Cross)              | 7:44  |
| 8.  | Colours                                           | 6:59  |
| 9.  | On the other side                                 | 6:09  |
| 10. | Plingeling                                        | 2:52  |
| 11. | Extrovert (Cross, Christensen)                    | 12:07 |
| 12. | Integrity (bonustrack op Progress Records-editie) | 3:03  |

Cyclops was trots op het tekenen van Cross, maar na twee albums was het alweer over. De compact disc verschenen al snel in de rubriek Deleted.